# Старый Шукстелим
Старый Шукстелим — деревня в составе  Бабеевского сельского поселения Темниковского района Республики Мордовия.

## География
Находится на расстоянии примерно 5 километров на юго-восток от районного центра города Темников.

## История
Известна с 1866 года, когда она была учтена как казенная деревня Темниковского уезда из 32 дворов.

## Население
Постоянное население составляло 37 человек (мордва-мокша 100%) в 2002 году, 32 в 2010 году .